# Gran Premio di Germania 1970
Il Gran Premio di Germania 1970, XXXII Großer Preis von Deutschland,  e ottava gara del campionato di Formula 1 del 1970, si è svolto il 2 agosto sul circuito di Hockenheim ed è stato vinto da Jochen Rindt su Lotus-Ford Cosworth, ultima vittoria in carriera per il pilota austriaco.

## Contesto
A seguito dell'incidente mortale di Jim Clark in una gara di Formula 2 nel 1968, ed in vista di questa gara, vennero inserite lungo il circuito due chicane che interrompevano i lunghi tratti rettilinei, la prima delle quali fu dedicata al campione scozzese e costruita nel punto dove egli perse la vita, a circa metà del tratto che portava dalla prima curva (Nordkurve) alla Ostkurve.

## Qualifiche
| Pos | No | Pilota               | Costruttore        | Squadra                           | Tempo  | Gap  |
| --- | -- | -------------------- | ------------------ | --------------------------------- | ------ | ---- |
| 1   | 10 | Jacky Ickx           | Ferrari            | Scuderia Ferrari SpA SEFAC        | 1:59.5 |      |
| 2   | 2  | Jochen Rindt         | Lotus-Ford         | Gold Leaf Team Lotus              | 1:59.7 | +0.2 |
| 3   | 15 | Clay Regazzoni       | Ferrari            | Scuderia Ferrari SpA SEFAC        | 1:59.8 | +0.3 |
| 4   | 12 | Jo Siffert           | March-Ford         | March Engineering                 | 2:00.0 | +0.5 |
| 5   | 14 | Henri Pescarolo      | Matra              | Equipe Matra Elf                  | 2:00.5 | +1.0 |
| 6   | 5  | Chris Amon           | March-Ford         | March Engineering                 | 2:00.9 | +1.4 |
| 7   | 1  | Jackie Stewart       | March-Ford         | Tyrrell Racing Organisation       | 2:01.0 | +1.5 |
| 8   | 6  | Pedro Rodríguez      | BRM                | Yardley Team BRM                  | 2:01.1 | +1.6 |
| 9   | 11 | Mario Andretti       | March-Ford         | STP Corporation                   | 2:01.5 | +2.0 |
| 10  | 16 | John Miles           | Lotus-Ford         | Gold Leaf Team Lotus              | 2:01.6 | +2.1 |
| 11  | 21 | Rolf Stommelen       | Brabham-Ford       | Auto Motor Und Sport              | 2:01.6 | +2.1 |
| 12  | 3  | Jack Brabham         | Brabham-Ford       | Motor Racing Developments Ltd     | 2:02.0 | +2.5 |
| 13  | 17 | Emerson Fittipaldi   | Lotus-Ford         | Gold Leaf Team Lotus              | 2:02.0 | +2.5 |
| 14  | 23 | François Cevert      | March-Ford         | Tyrrell Racing Organisation       | 2:02.1 | +2.6 |
| 15  | 7  | John Surtees         | Surtees-Ford       | Team Surtees                      | 2:02.1 | +2.6 |
| 16  | 4  | Denny Hulme          | McLaren-Ford       | Bruce McLaren Motor Racing        | 2:02.1 | +2.6 |
| 17  | 24 | Peter Gethin         | McLaren-Ford       | Bruce McLaren Motor Racing        | 2:02.2 | +2.7 |
| 18  | 18 | Jackie Oliver        | BRM                | Yardley Team BRM                  | 2:02.3 | +2.8 |
| 19  | 22 | Ronnie Peterson      | March-Ford         | Colin Crabbe Racing               | 2:02.4 | +2.9 |
| 20  | 9  | Graham Hill          | Lotus-Ford         | Brooke Bond Oxo Racing/Rob Walker | 2:03.0 | +3.5 |
| 21  | 8  | Jean-Pierre Beltoise | Matra              | Equipe Matra Elf                  | 2:05.2 | +5.7 |
| DNQ | 25 | Brian Redman         | De Tomaso-Ford     | Frank Williams Racing Cars        | 2:02.7 | +3.2 |
| DNQ | 20 | Andrea De Adamich    | McLaren-Alfa Romeo | Bruce McLaren Motor Racing        | 2:03.0 | +3.5 |
| DNQ | 27 | Silvio Moser         | Bellasi-Ford       | Silvio Moser Racing Team          | 2:06.2 | +6.7 |
| DNQ | 26 | Hubert Hahne         | March-Ford         | Privato                           | 2:07.1 | +7.6 |

## Gara
| Pos | No | Pilota               | Costruttore  | Giri | Tempo/Ritiro   | Pos. Griglia | Punti |
| --- | -- | -------------------- | ------------ | ---- | -------------- | ------------ | ----- |
| 1   | 2  | Jochen Rindt         | Lotus-Ford   | 50   | 1:42:00.3      | 2            | 9     |
| 2   | 10 | Jacky Ickx           | Ferrari      | 50   | + 0.7          | 1            | 6     |
| 3   | 4  | Denny Hulme          | McLaren-Ford | 50   | + 1:21.8       | 16           | 4     |
| 4   | 17 | Emerson Fittipaldi   | Lotus-Ford   | 50   | + 1:55.1       | 13           | 3     |
| 5   | 21 | Rolf Stommelen       | Brabham-Ford | 49   | + 1 Giro       | 11           | 2     |
| 6   | 14 | Henri Pescarolo      | Matra        | 49   | + 1 Giro       | 5            | 1     |
| 7   | 23 | François Cevert      | March-Ford   | 49   | + 1 Giro       | 14           |       |
| 8   | 12 | Jo Siffert           | March-Ford   | 47   | Accensione     | 4            |       |
| 9   | 7  | John Surtees         | Surtees-Ford | 46   | Motore         | 15           |       |
| Rit | 9  | Graham Hill          | Lotus-Ford   | 37   | Motore         | 20           |       |
| Rit | 5  | Chris Amon           | March-Ford   | 34   | Motore         | 6            |       |
| Rit | 15 | Clay Regazzoni       | Ferrari      | 30   | Motore         | 3            |       |
| Rit | 16 | John Miles           | Lotus-Ford   | 24   | Motore         | 10           |       |
| Rit | 1  | Jackie Stewart       | March-Ford   | 20   | Motore         | 7            |       |
| Rit | 11 | Mario Andretti       | March-Ford   | 15   | Cambio         | 9            |       |
| Rit | 22 | Ronnie Peterson      | March-Ford   | 11   | Motore         | 19           |       |
| Rit | 6  | Pedro Rodríguez      | BRM          | 7    | Accensione     | 8            |       |
| Rit | 18 | Jackie Oliver        | BRM          | 5    | Motore         | 18           |       |
| Rit | 3  | Jack Brabham         | Brabham-Ford | 4    | Perdita d'olio | 12           |       |
| Rit | 8  | Jean-Pierre Beltoise | Matra        | 4    | Sospensione    | 21           |       |
| Rit | 24 | Peter Gethin         | McLaren-Ford | 3    | Acceleratore   | 17           |       |

## Statistiche
Piloti
- 6ª e ultima vittoria per Jochen Rindt
- 13º e ultimo podio per Jochen Rindt
- 20° podio per Denny Hulme
- Ultimo Gran Premio per Hubert Hahne

Costruttori
- 41ª vittoria per la Lotus
- 50ª pole position per la Ferrari

Motori
- 33ª vittoria per il motore Ford Cosworth
- 50ª pole position per il motore Ferrari

Giri al comando
- Jacky Ickx (1-6, 10-17, 26-31, 36-43, 45-46, 48)
- Jochen Rindt (7-9, 18-21, 24-25, 32-35, 44, 47, 49-50)
- Clay Regazzoni (22-23)

## Classifiche

### Piloti
| Pos. | Pilota               | Punti |
| ---- | -------------------- | ----- |
| 1    | Jochen Rindt         | 45    |
| 2    | Jack Brabham         | 25    |
| 3    | Denny Hulme          | 20    |
| 4    | Jackie Stewart       | 19    |
| 5    | Chris Amon           | 14    |
| 6    | Pedro Rodríguez      | 10    |
| 7    | Jacky Ickx           | 10    |
| 8    | Jean-Pierre Beltoise | 9     |
| 9    | Henri Pescarolo      | 8     |
| 10   | Graham Hill          | 7     |
| 11   | Bruce McLaren        | 6     |
| 12   | Clay Regazzoni       | 6     |
| 13   | Mario Andretti       | 4     |
| 14   | Rolf Stommelen       | 4     |
| 15   | Ignazio Giunti       | 3     |
| 16   | Emerson Fittipaldi   | 3     |
| 17   | John Miles           | 2     |
| 18   | Johnny Servoz-Gavin  | 2     |
| 19   | John Surtees         | 1     |
| 20   | Dan Gurney           | 1     |

### Costruttori
| Pos. | Team         | Punti |
| ---- | ------------ | ----- |
| 1    | Lotus-Ford   | 50    |
| 2    | March-Ford   | 33    |
| 3    | Brabham-Ford | 29    |
| 4    | McLaren-Ford | 27    |
| 5    | Ferrari      | 16    |
| 6    | Matra        | 16    |
| 7    | BRM          | 10    |